# Hlavacsek Tihamér
Hlavacsek Tihamér (Orosháza, 1977. március –) zongoraművész.

## Élete
Első ismereteit egy debreceni zenetagozatos óvodában szerezte. 1983-ban családjával Karcagra költözött. A helyi zeneiskolában kezdte rendszeres zongoratanulmányait Koppány Máriánál. Középfokon – egy előkészítő év után – 1991-től a budapesti Bartók Béla Konzervatóriumban Benkő Zoltán növendéke volt. 1995 és 2002 között a Zeneakadémia zongora szakán Falvai Sándor, Devich Sándor és Gulyás István tanítványa volt. 
1997-ben, Kocsis Zoltán vezényletével adta első zenekari hangversenyét. Több hazai és nemzetközi versenyen ért el első helyezést, egy svéd nemzetközi fesztiválon fedezte fel Frankl Péter, akinek 2002-től két éven át növendéke volt a Yale Egyetem zenei fakultásán, ahol Master fokozatot szerzett. 2003-ban bemutatkozhatott a Carnegie Hall Weill-termében. Azóta már három földrészen lépett fel. 2009 és ’11 között az egyesült államokbeli Shenandoah University tanársegédje volt. 
2015 és 2019 között a londoni Royal College of Musicon doktorált (PhD) Goldmark Károly zongoradarabjairól írott dolgozatával. Goldmark életművének erre az elhanyagolt részére Frankl Péter hívta fel a figyelmét. 2006-tól nemzetközi feltűnést keltő összkiadást készített belőlük a Hungarotonnál.

## Díjai, elismerései
- Gramofon Klasszikus Díj
- 2006 – „Az év kiemelkedő fiatal művésze”
- Az American Brahms Society "Karl Geiringer Díja", 2024